# 1989 في نيوزيلندا
فيما يلي قوائم الأحداث التي وقعت خلال عام 1989 في نيوزيلندا.

## سياسة

### تعيين في المنصب
- 1 يناير – ديفيد لانج المدعي العام لنيوزيلندا [الإنجليزية]‏.
- 30 يناير – هيلين كلارك وزير الصحة [الإنجليزية]‏.

### انتهاء فترة المنصب
- 1 يناير – ديفيد لانج وزير التعليم [الإنجليزية]‏.
- 4 أغسطس – جيوفري بالمر وزير العدل [الإنجليزية]‏.

## رياضة
- 1 يناير – كأس نيوزيلندا 1989 الفائز كرايستشرش يونايتد.

## مواليد

### يناير
- 1 يناير – أندرو كيلي
- 1 يناير – بن ساندرز كاتب نيوزيلندي.
- 1 يناير – جيمس هاميلتون متزلج نيوزيلندي.
- 1 يناير – فيلي عيسى لاعب دوري رغبي نيوزيلندي.
- 21 يناير – برايدن ميتشيل لاعب رغبي نيوزيلندي.

### فبراير
- 7 فبراير – هايلي سوندرز لاعبة كرة شبكة نيوزيلندية.
- 12 فبراير – إلين باري لاعبة كرة مضرب نيوزيلندية.
- 21 فبراير – غاريث داوسون لاعب كرة سلة نيوزيلندي.

### مارس
- 11 مارس – توم تايلور لاعب اتحاد رغبي نيوزيلندي.
- 14 مارس – كاتي غلين لاعبة هوكي حقل نيوزيلندية.
- 20 مارس – كارل برايسون
- 27 مارس – جيمس ويليامسون درّاج طريق نيوزيلندي.
- 27 مارس – كاميلا ليس لاعبة كرة شبكة نيوزيلندية.
- 28 مارس – ريتشل ميرسير دراجة نيوزيلندية.

### أبريل
- 1 أبريل – تيسون وليامز مُجدّف نيوزيلندي.
- 4 أبريل – كيفن لوك لاعب دوري رغبي نيوزيلندي.
- 6 أبريل – إيما فوي درّاجة طريق نيوزيلندية.
- 19 أبريل – لورين إليس درّاجة طريق نيوزيلندية.
- 26 أبريل – لوسي تالبوت لاعبة هوكي حقل نيوزيلندية.
- 27 أبريل – هاميش روذرفورد لاعب كركيت نيوزيلندي.

### مايو
- 6 مايو – روكي خان لاعب رغبي نيوزيلندي.
- 9 مايو – بيتر ميخائيل
- 25 مايو – كيرستي جيمس درّاجة طريق نيوزيلندية.

### يونيو
- 2 يونيو – ويلي مون موسيقي نيوزيلندي.
- 9 يونيو – بيدن كير لاعب رغبي نيوزيلندي.
- 23 يونيو – ليزا كارينجتون رياضية نيوزلاندية.

### يوليو
- 11 يوليو – إدي دوكينز دراج نيوزيلندي.
- 31 يوليو – شارلوته هاريسون لاعبة هوكي حقل نيوزيلندية.

### أغسطس
- 13 أغسطس – غريغ درابر لاعب كرة قدم نيوزيلندي.
- 15 أغسطس – كيندال براون متزلجة نيوزيلندية.
- 16 أغسطس – أليستير بوند مُجدّف نيوزيلندي.
- 21 أغسطس – نتاشا هند سبّاحة نيوزيلندية.
- 22 أغسطس – روبي روبنسون لاعب رغبي نيوزيلندي.

### سبتمبر
- 4 سبتمبر – أليوت ديكسون لاعب رغبي نيوزيلندي.
- 11 سبتمبر – بريندون أوكونور لاعب اتحاد رغبي نيوزيلندي.
- 13 سبتمبر – كيني إدواردز لاعب دوري رغبي نيوزيلندي.
- 14 سبتمبر – قسطنطين ميكا لاعب دوري رغبي نيوزيلندي.
- 19 سبتمبر – مارتي بانكس لاعب رغبي نيوزيلندي.
- 20 سبتمبر – إيفان وليامز لاعب اسكواش نيوزيلندي.

### أكتوبر
- 3 أكتوبر – جوردن هايلاند
- 10 أكتوبر – أندرو ماثيسون لاعب كركيت نيوزيلندي.
- 25 أكتوبر – تيم بوند
- 28 أكتوبر – كيلي برازير لاعبة رغبي نيوزيلندية.

### نوفمبر
- 2 نوفمبر – ميخائيل بولارد لاعب كركيت نيوزيلندي.
- 9 نوفمبر – ماركوس دانيل لاعب كرة مضرب نيوزيلندي.
- 10 نوفمبر – بريندون هارتلي سائق سيارة سباق نيوزيلندي.
- 11 نوفمبر – ديفون مانشستر
- 12 نوفمبر – دين روبنسون لاعب كركيت نيوزيلندي.
- 13 نوفمبر – أليكس فينيريديس لاعب كرة قدم نيوزلندي.
- 14 نوفمبر – جيك روبرتسون عداء مسافات طويلة نيوزيلندي.
- 14 نوفمبر – زين روبرتسون عداء مسافات طويلة نيوزيلندي.
- 20 نوفمبر – ابي ايرسيغ لاعبة كرة قدم نيوزيلندية.

### ديسمبر
- 2 ديسمبر – جاك ويلسون لاعب رغبي نيوزيلندي.
- 15 ديسمبر – إيان هوج لاعب كرة قدم نيوزلندي.
- 29 ديسمبر – ميخائيل ستانلي لاعب رغبي ساموي.

## وفيات

### يناير
- 1 يناير – راندولف روز (مواليد 1901) فلاح نيوزيلندي.
- 1 يناير – كليف واتسون (مواليد 1916)
- 1 يناير – نيل لونسديل (مواليد 1907)

### فبراير
- 20 فبراير – ستيوارت بلاك (مواليد 1908) منافِس أوليمبي نيوزيلندي.

### مارس
- 8 مارس – ألف بود (مواليد 1922) لاعب رغبي نيوزيلندي.

### مايو
- 2 مايو – فريدي فرينش (مواليد 1911)

### سبتمبر
- 4 سبتمبر – رونالد سيم (مواليد 1903) مؤرخ نيوزيلندي.

### أكتوبر
- 26 أكتوبر – أندرو روبرتس (مواليد 1947) لاعب كركيت نيوزيلندي.

### ديسمبر
- 8 ديسمبر – جاك رانكين (مواليد 1914)